# هنري جولي
هنري جولي (بالفرنسية: Henri Joly)‏ هو مهندس فرنسي، ولد في أبريل 1866 في فوج في فرنسا، وتوفي في 1945 في باريس في فرنسا.